# Курденьга
Курденьга — деревня в Великоустюгском районе Вологодской области.
Входит в состав Орловского сельского поселения, с точки зрения административно-территориального деления — в Орловский сельсовет.
Расстояние по автодороге до районного центра Великого Устюга — 91 км, до центра муниципального образования Чернево — 16 км. Ближайшие населённые пункты — Томашево, Чекменево, Сидоровка.
По переписи 2002 года население — 19 человек.